# Kastel Favieros
Das Kastel Favieros (griechisch Κάστρο του Φαβιέρου = Kastel des Fabvier) ist eine Befestigung auf dem Isthmus von Methana. 

## Geschichte
424 v. Chr. während des Peloponnesischen Kriegs landete der Athener Nikias auf Methana und errichtete auf dem Isthmus eine Burg und 400 m nördlich an der schmalsten Stelle eine etwa 200 m lange Sperrmauer. Zur Verteidigung ließ er einige Streitkräfte hier zurück. Zur römischen Zeit wurde die Sperrmauer restauriert.
1826 während der Griechischen Revolution errichtete der französische General und Philhellene Charles Nicolas Fabvier bei den Ruinen der antiken Burg eine neue Befestigung. Auch die Sperrmauer ließ er wieder in Stand setzen. Er soll auch geplant haben, einen Ort Taktikoupoli zu gründen, er wurde jedoch zuvor abberufen. Der Ort Taktikoupolis wurde tatsächlich später 1,5 km südöstlich der Burg gegründet.

## Beschreibung
Auf dem mit 71 m höchsten Punkt der Landenge gibt es Reste einer antiken Befestigung. Sie hat ungefähr einen rechteckigen Grundriss, ist etwa 33 m lang, 23 m breit und hat eine Größe von etwa 700 m². Die Mauer im Südwesten, die in einem Bogen verläuft, war ursprünglich aus großen Steinen in Polygonalmauerwerk errichtet worden. Die Mauern an den anderen drei Seiten wurden aus kleinen, grob behauenen Steinen errichtet. An der Nordseite wurde eine Erweiterung von etwa 4 × 12 m, die durch eine Mauer in zwei gleich große Teile geteilt wurde, angebaut. Alle Mauern wurden in Trockenmauerwerk, also ohne Mörtel errichtet. In jüngerer Zeit, vermutlich 1826, wurde im Westen ein Zugang errichtet. Hierbei wurden kleinere Steine und Mörtel verwendet.
Das Kastel Favieros wurde direkt im Südosten der antiken Befestigung errichtet. Es hat eine Breite von etwa 20 m, eine Länge von etwa 17 m und eine Größe von etwa 300 m². Nach Südosten zum Festland hin öffnet sich in der Mitte der Mauer ein Tor, das von zwei Rundtürmen von etwa 5 m Durchmesser an jeder Ecke der Burg flankiert wird. Die Frontseite und die Türme verfügen über Schießscharten. In das Untergeschoß des Südturmes, wo es auch vier Schießscharten gibt, führt eine Treppe. Durch eine Quermauer wurde die Burg in zwei Teile geteilt. Im Westen der hinteren Burg gab es ein Gebäude von etwa 10 × 5 m.
An der schmalsten Stelle des Isthmus ist die Sperrmauer noch auf einer Länge von etwa 110 m erhalten. Sie wurde aus kleinen grob behauenen Steinen errichtet und war etwa 1 m dick. Am höchsten Punkt war ein halbrunder Turm vor die Mauer gesetzt, der über eine Treppe an der Südseite der Mauer bestiegen werden konnte. Etwa 35 m nördlich der Mauer steht die kleine Kirche, die der Maria geweiht ist. Da die Stätte mit der Griechischen Revolution in Verbindung steht, wird hier auch Agios Eleftherios verehrt.

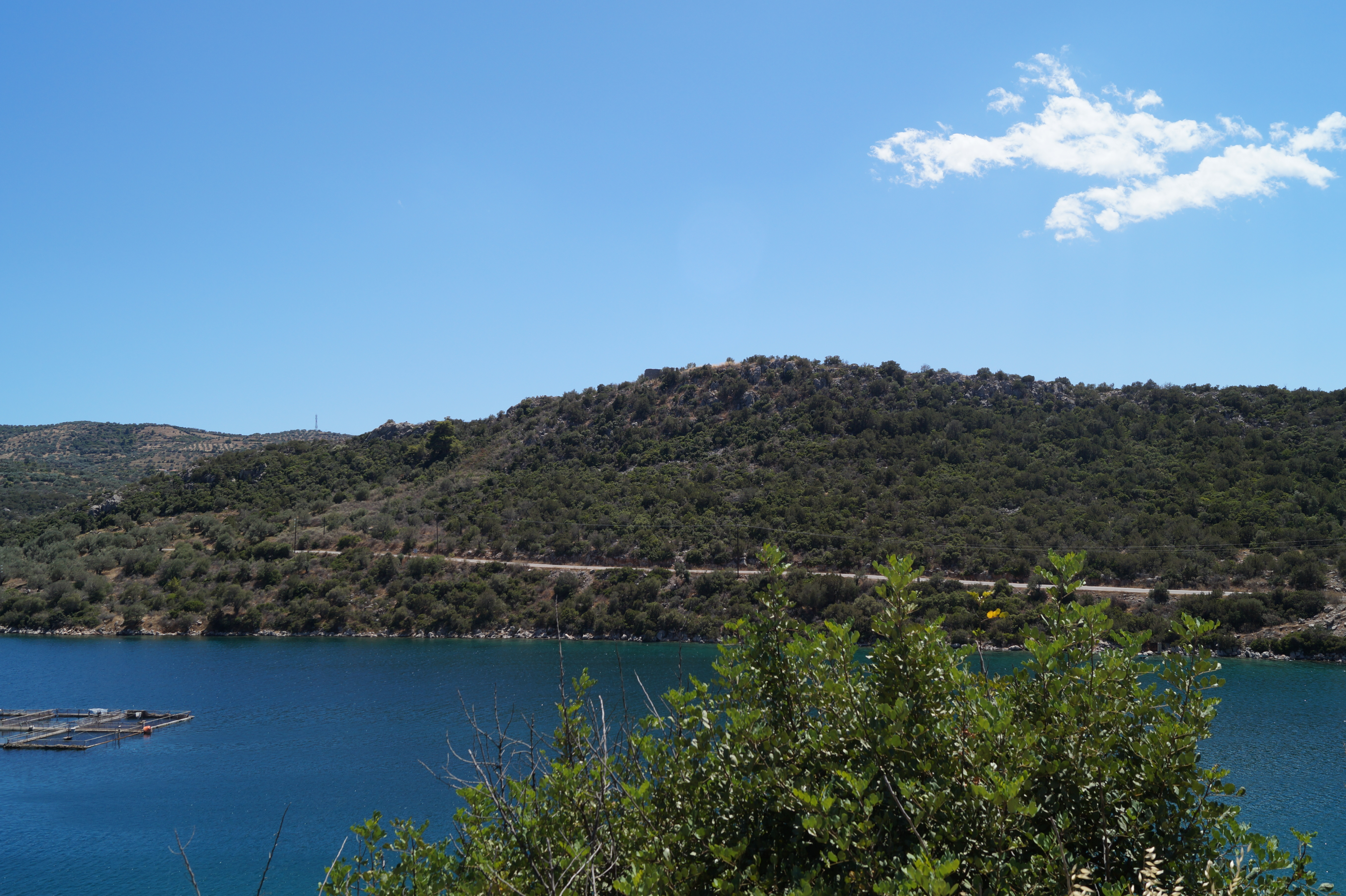
Kastel Favieros auf dem höchsten Punkt des Isthmus von Methana
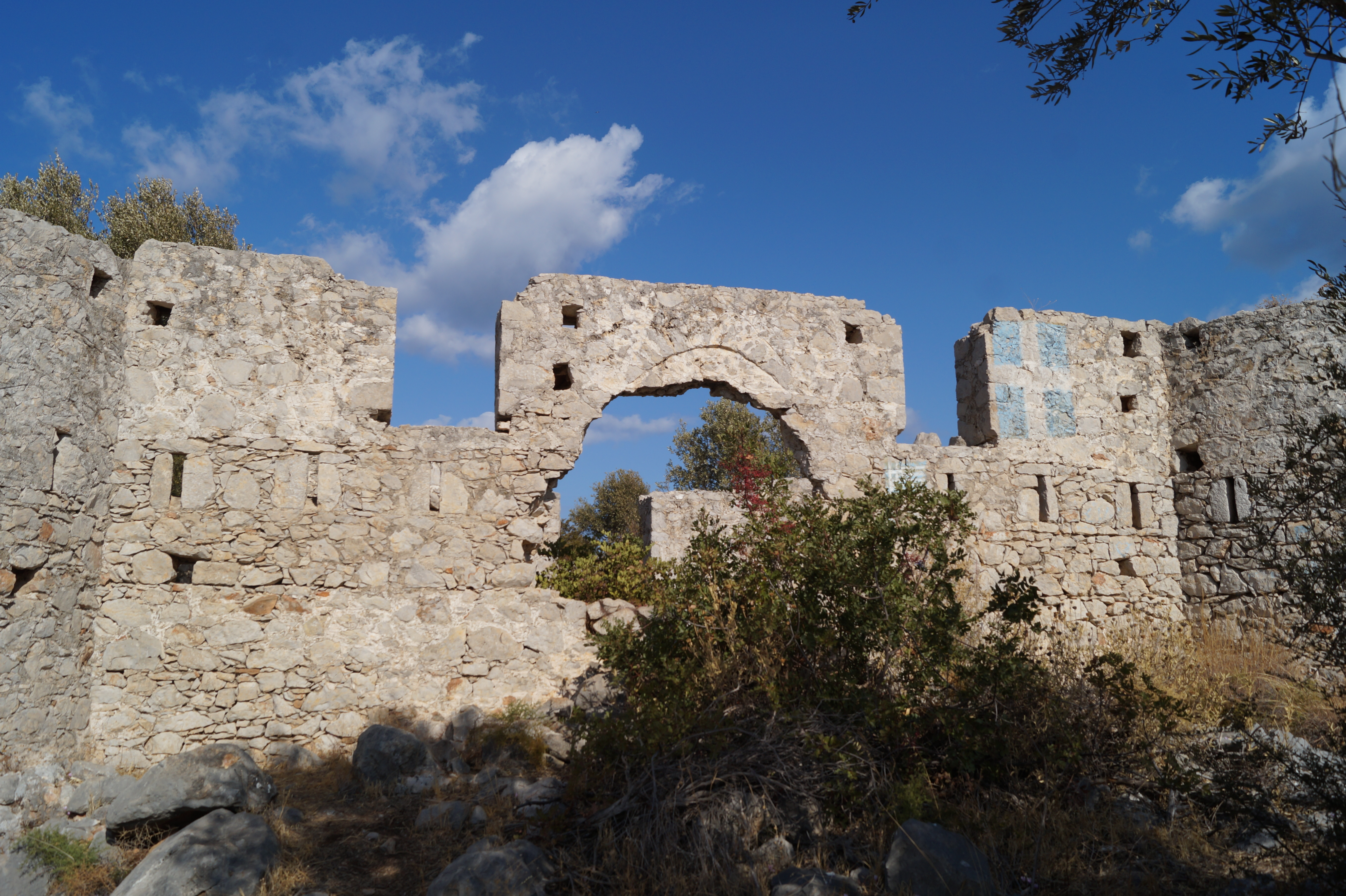
Tor des Kastel Favieros
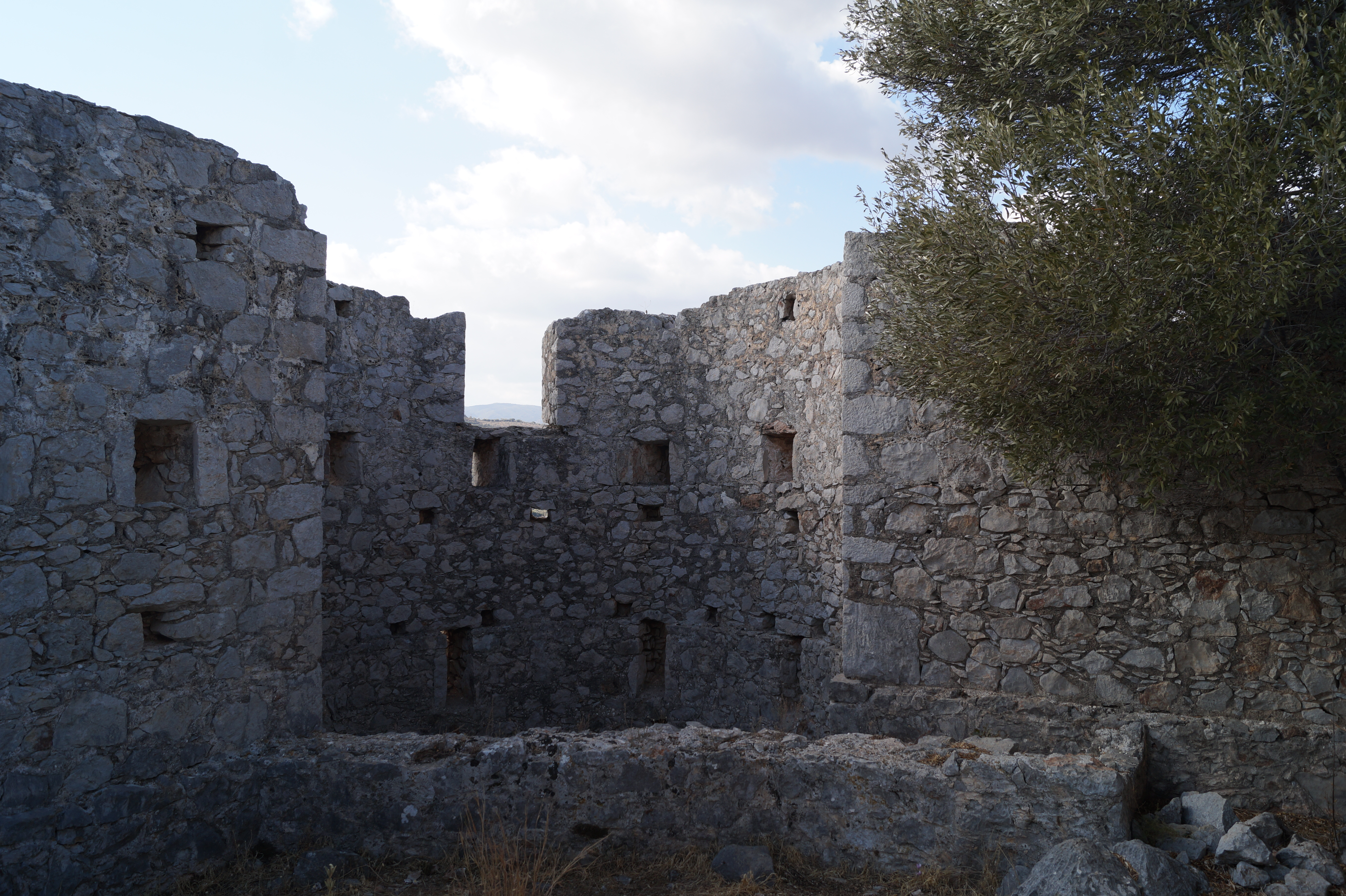
Südturm des Kastel Favieros
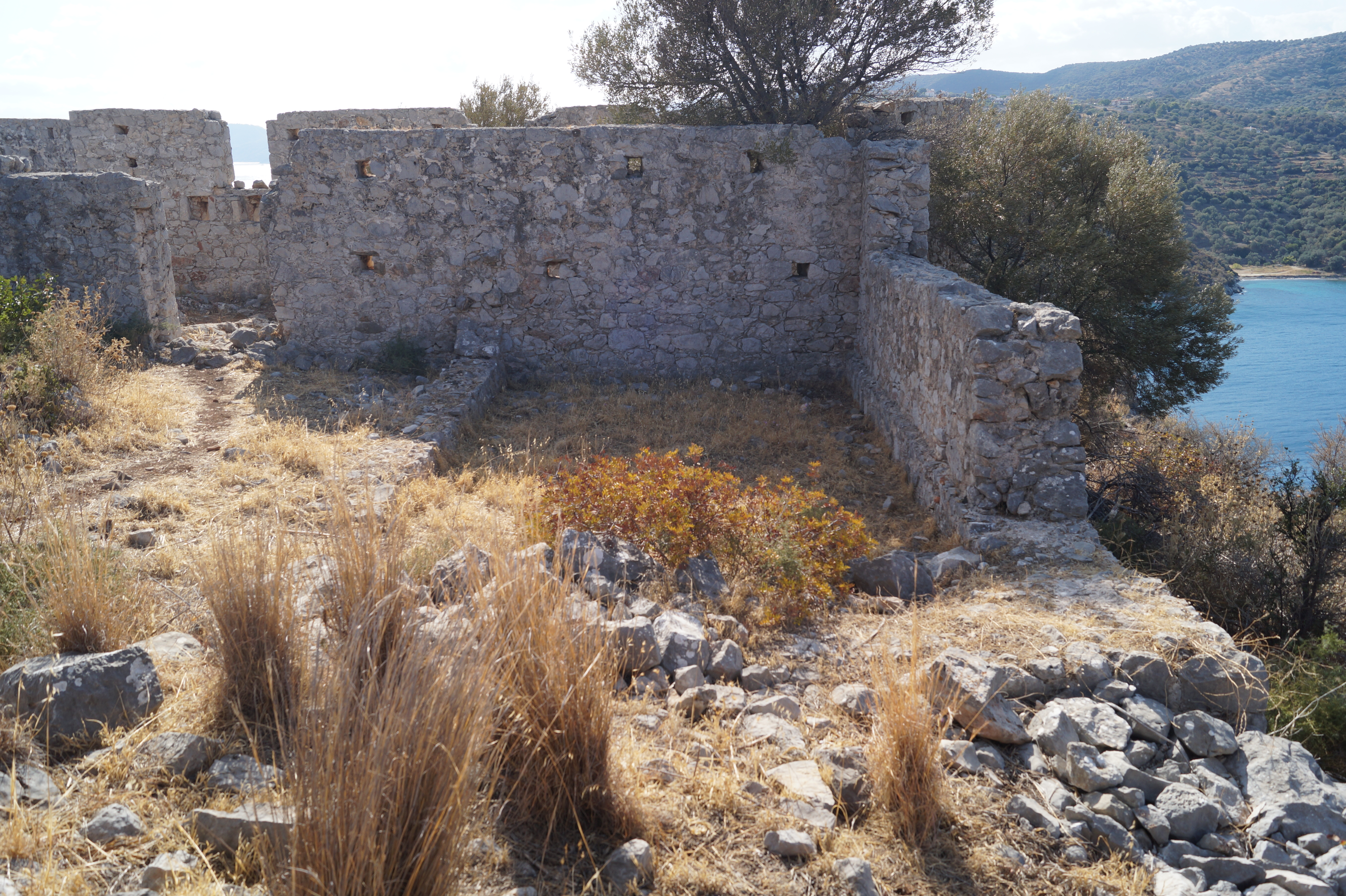
Gebäude in der hinteren Burg
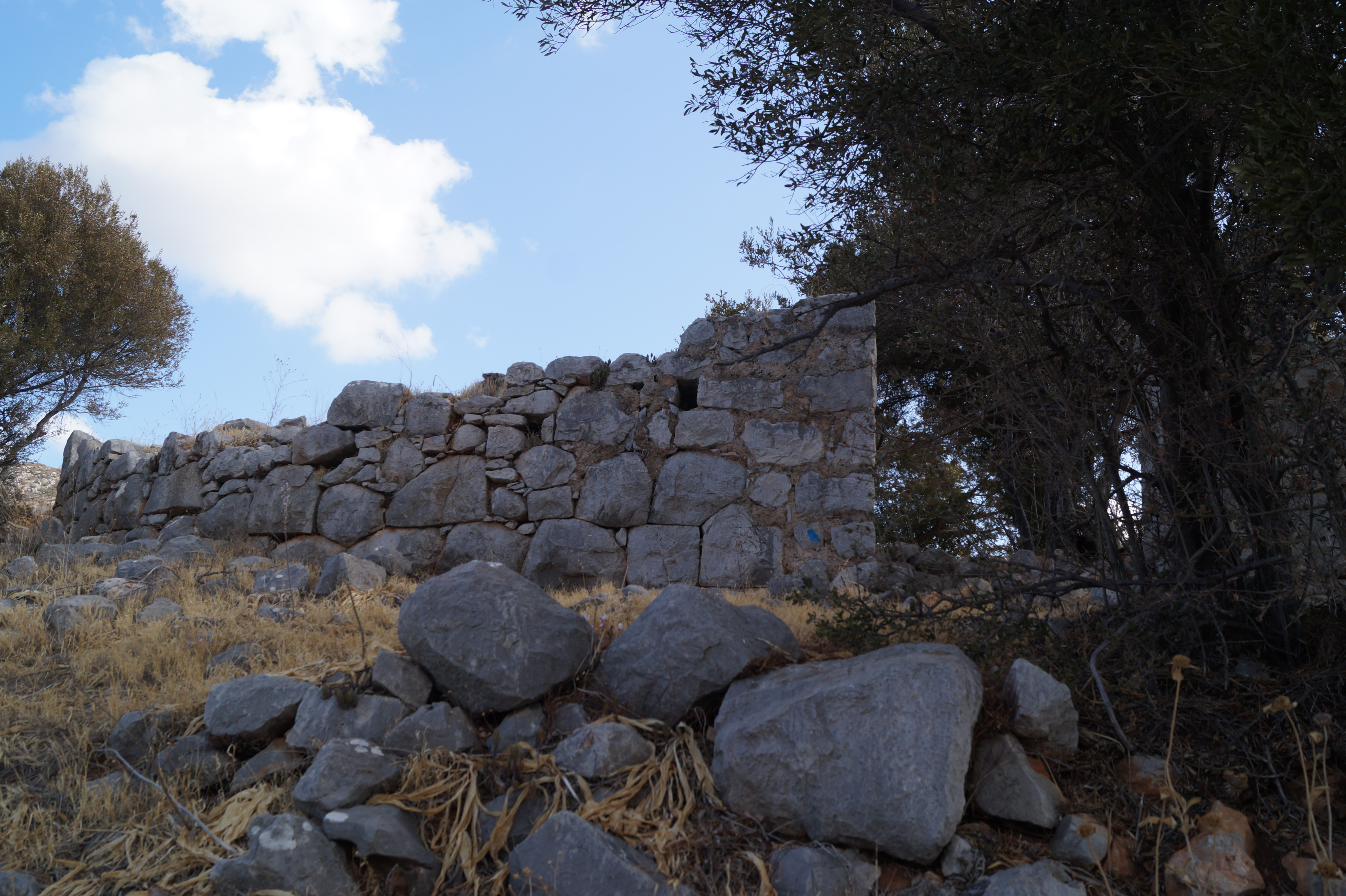
Tor in der antiken Befestigung
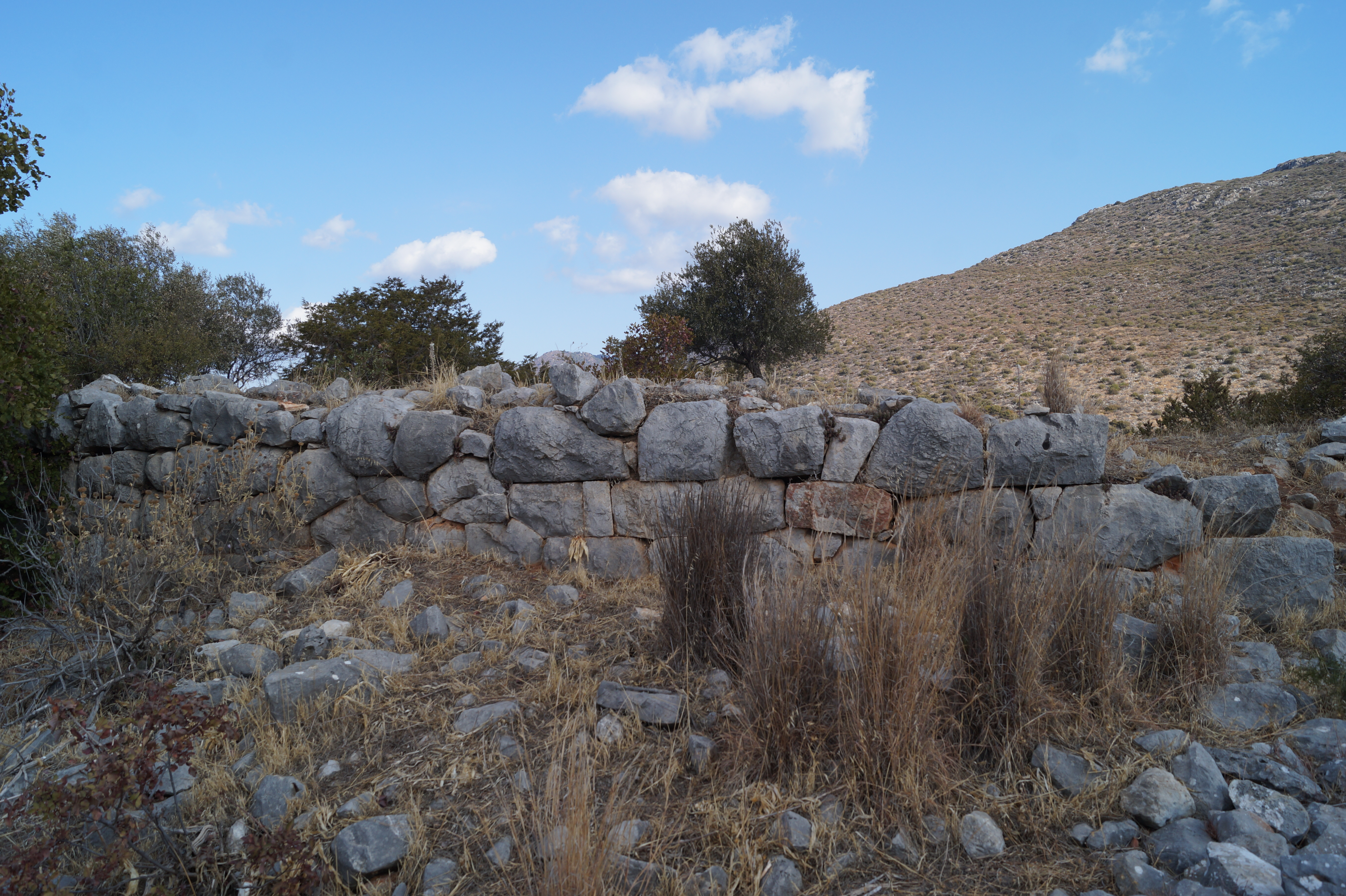
Südecke der antiken Befestigung
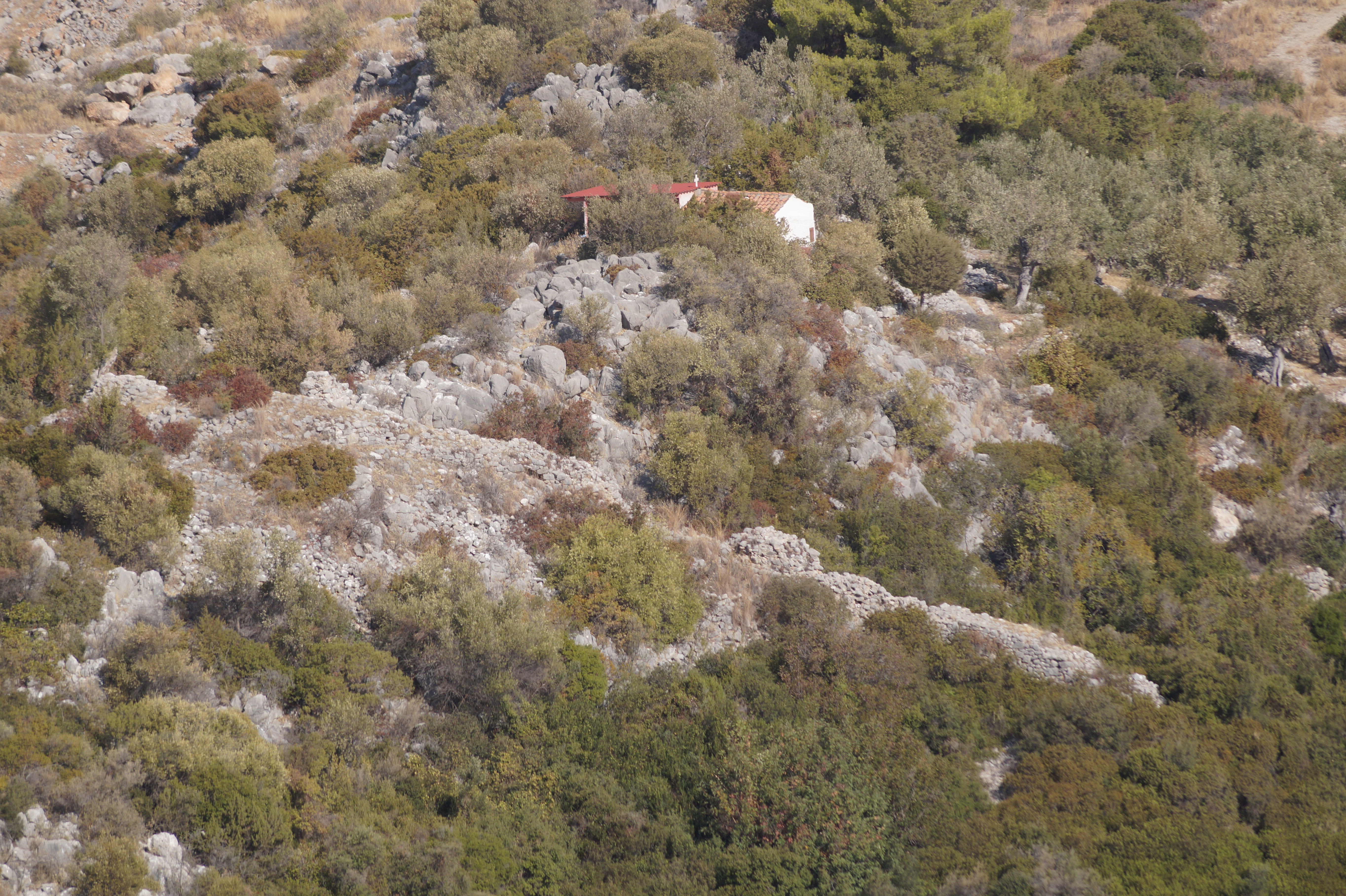
Mauer des Nikias am Isthmus von Methana
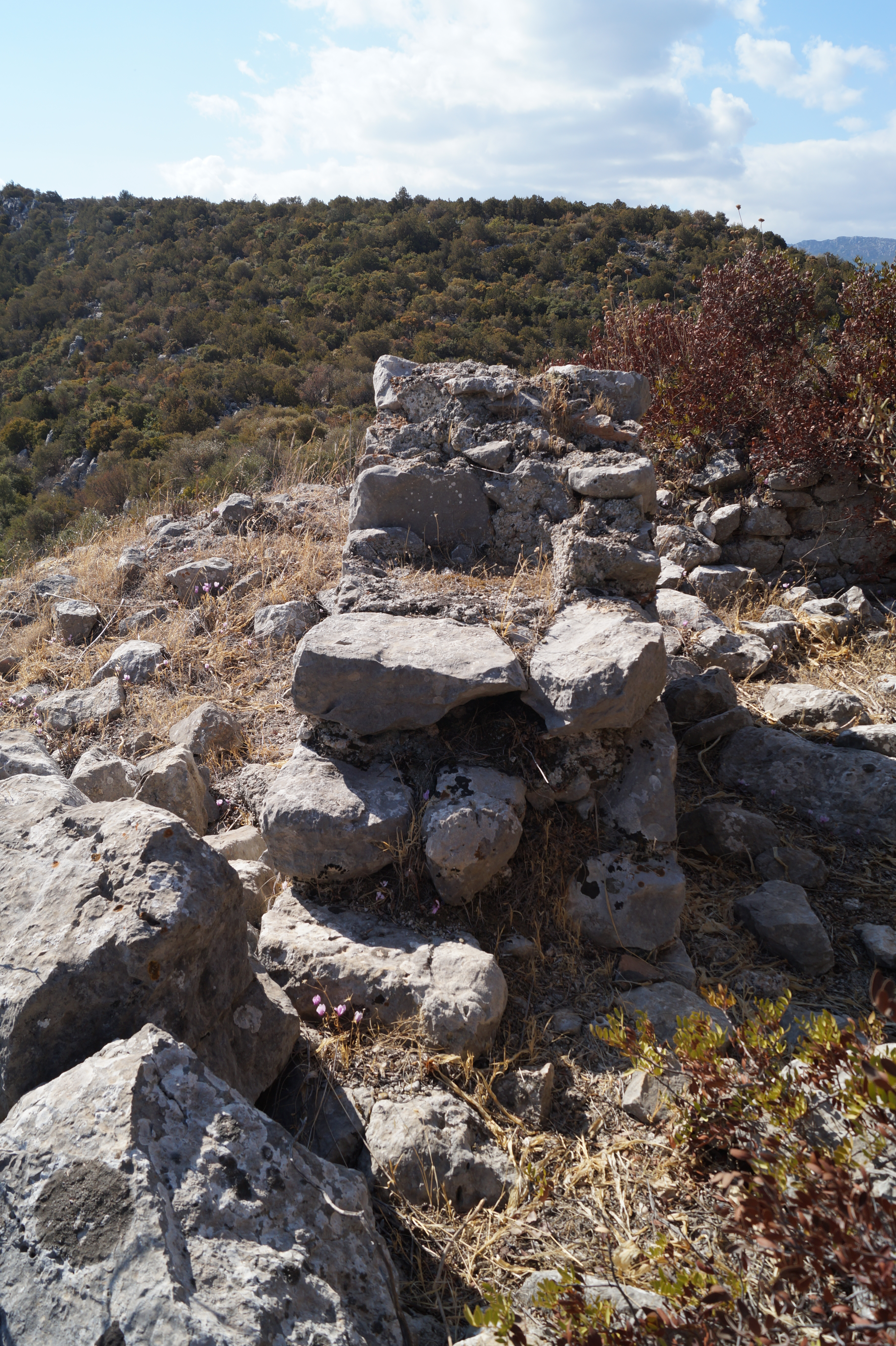
Treppe zu einem Turm der Isthmusmauer
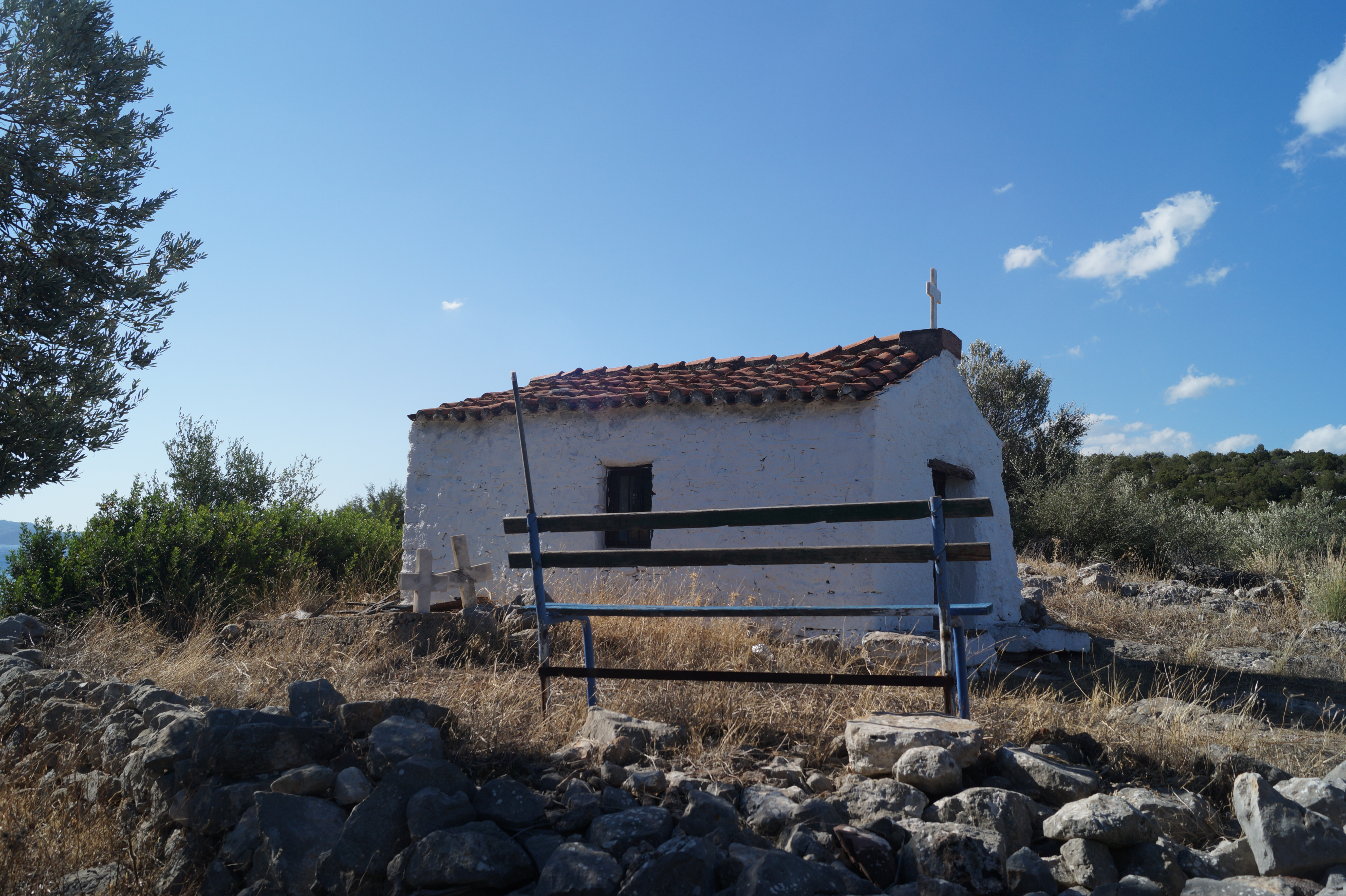
Kirche am Isthmus
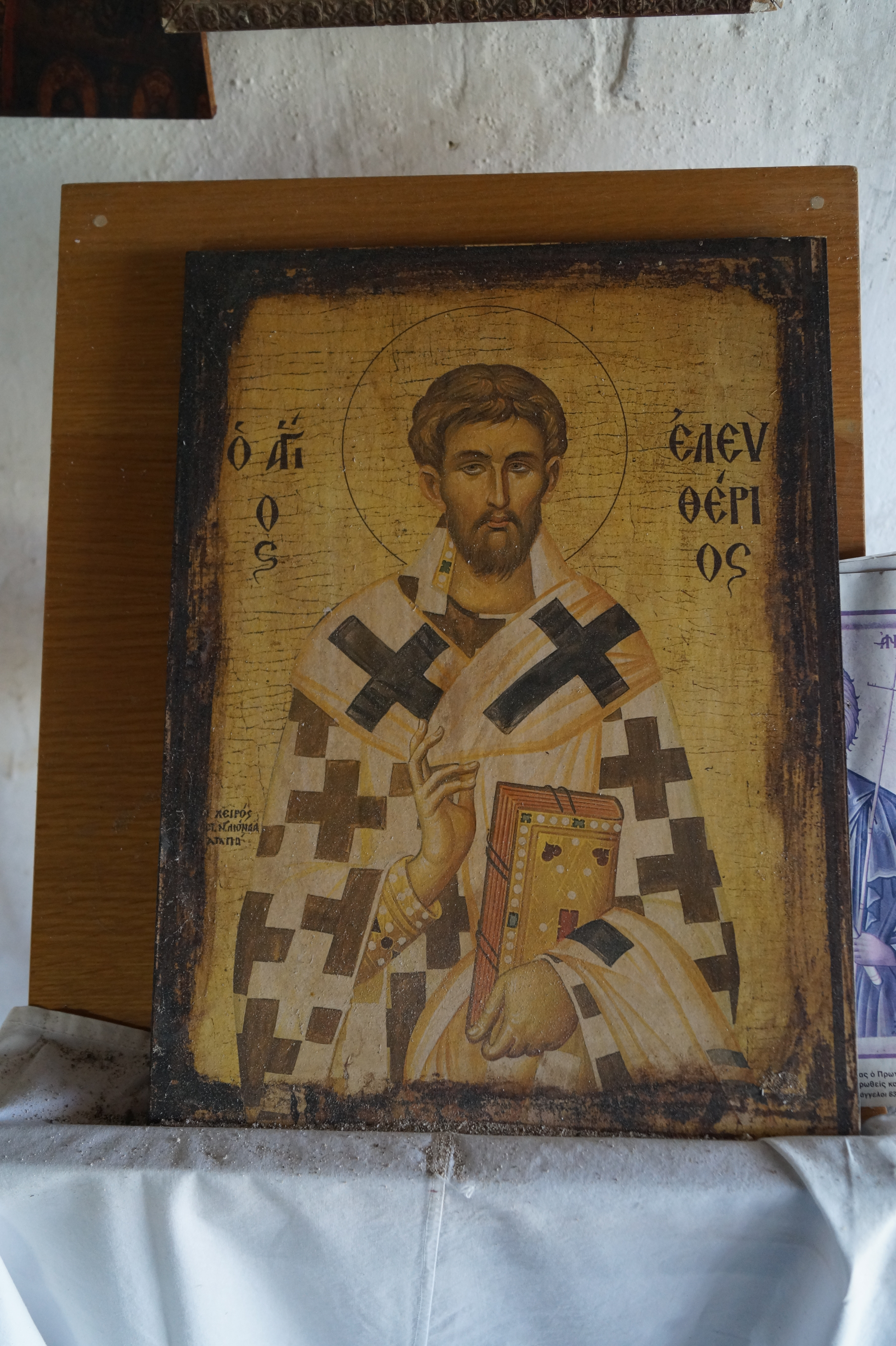
Ikone des Agios Eleftherios in der Kirche